# Crkva sv. Marije od Snijega u Mostaru
Crkva sv. Marije od Snijega na Smrčenjacima je bila katolička crkva u Mostaru.

## Povijest
Crkva je bila postojala još prije turske okupacije grada. Bila je pod franjevačkom upravom. U Šematizmu Hercegovačke franjevačke provincije iz 1867. godine, fra Petar Bakula ju je spomenuo i još sedam katoličkih crkava u Mostaru i bližoj okolici, pod franjevačkom upravom, koje su ovdje bile do turske okupacije grada.
Do dolaska Osmanlija u Mostaru su još bile crkve sv. Ivana – u današnjoj Sutorini, sv. Stjepana Prvomučenika i sv. Luke s lijeve strane Neretve, a s desne strane Neretve crkve sv. Ane u Podhumu, sv. Ruže Viterbijske u Ilićima i Franjevački samostan i crkva sv. Antuna Padovanskog na Pijescima u Zahumu,  te crkva sv. Jakova.
Puk je crkvu nazivao crkvom Gospe Snježne i crkvom Gospe od leda, kako je fra Petar Bakula zapisao. Bakula je u Šematizmu potanko opisao joj izgled. Crkva se nalazila na nekropoli (groblju). Temelje joj danas vjerojatno prekriva prometnica. Prometnica je prešla preko staroga crkvenog zemljišta na kojemu je groblje Smrčenjaci.
Groblje je nastalo ovako. 1687. godine uskok Stojan Janković i njegova družba pošli su u pohod na tursku posadu u Mostaru. Cimski su vinogradi opustjeli. Jankovićeva družba se spustila iz Bogodola i Goranaca, prošli Cimom i neopaženo stigli do isturenih gradskih naselja. Uskoci su upali, izbio je žestoki okršaj s Osmanlijama, s velikim obostranim gubitcima. Nakon teški borbi Janković i družba su bježali pred moćnijom turskom potjerom. Vraćali su se istim putem. Poginule suborce dao je zakopati u cimskom gaju Smrčenjacima. To je bio gusti gaj smreke u kojem se Jankovićeva družba prepuna ranjenika skrivala pred turskom posadom koja je krenula u potjeru. Poginule su uskoci pokopali u ovoj skrovitoj šumici. Pokapanje mrtvih na ovom mjestu nastavili su i mještani. Od naziva za mjesto "kod smrika" izašlo je i današnje ime groblja i uopće toga dijela grada.

## Crkva danas
Na mjestu njega danas je crkva, nasljednica drevne crkve, smještajem i imenom. Uoči rata u BiH, dali su ju podići zajedno s vjerničkim pukom fratri iz Franjevačkoga samostana u Mostaru.
O crkvi danas skrbi Hrvatsko katoličko pogrebno društvo sv. Ante Padovanski iz Mostara. Crkva je junak Domovinskoga rata. U doba sukoba HVO-a s Armijom BiH i vojskom bosanskih Srba, od 1992. do 1995. godine, udomila je, kada se drugdje nije moglo, brojne obrede krštenja, vjenčanja, prve pričesti, slavljenja svete mise, nastave vjeronauka, dok je zapadni Mostar zasipan granatama sa srpskih i bošnjačkih položaja.
Zvono sa zvonika je pristiglo u Mostar znatno poslije rata, tek sredinom 2000-ih, dar franjevaca iz njemačkoga Passaua. Izliveno je 1462. godine, godinu prije nego što je Bosna "šaptom pala". Na zvonu piše: 'Bog je ljubav'.
Današnja crkva je jedina crkva koja danas stoji na mjestu jedne od tih drevnih osam prije turskih crkava u Mostaru. Većina preostalih katoličkih zdanja postala su arhiv pod zemljom, koja katolicima još uvijek nije dopušteno obnoviti i još se na mjestu starih crkava grade džamije, na što se nitko od međunarodnih dužnosnika i ne osvrće.